# Stanislav Vlček
Stanislav Vlček (Vlašim, 26 febbraio 1976) è un ex calciatore ceco, di ruolo attaccante.

## Caratteristiche tecniche
Attaccante, poteva essere schierato anche come ala.

## Carriera

### Club
Vlček ha iniziato a giocare nel Bohemians Praga nel 1993 e in tre anni ha siglato sei marcature, quindi nel 1996 è passato alla Dynamo České Budějovice dove in una stagione intera ha segnato solo 2 gol. Nel 1997 si è trasferito al Sigma Olomouc, con cui ha disputato 181 partite e realizzato 42 gol.
Nel gennaio del 2004 è passato alla Dinamo Mosca, dove ha segnato due reti in mezza stagione. In estate è ritornato in patria nello Slavia Praga con cui in 4 stagioni ha realizzato 38 reti e arrivando secondo in campionato nel 2004-2005 e nel 2006-2007.
Nel 2007 era ritenuto l'uomo chiave dello Slavia Praga.
Il 21 dicembre 2007 ha firmato per i belgi dell'Anderlecht, con cui ha vinto la Coppa del Belgio nel 2008. Nell'estate 2009 è tornato allo Slavia Praga.

### Nazionale
È stato tra i 23 convocati della Repubblica Ceca per gli Europei 2008.

## Statistiche

### Cronologia presenze e reti in nazionale
| Cronologia completa delle presenze e delle reti in nazionale ― Rep. Ceca | Cronologia completa delle presenze e delle reti in nazionale ― Rep. Ceca | Cronologia completa delle presenze e delle reti in nazionale ― Rep. Ceca | Cronologia completa delle presenze e delle reti in nazionale ― Rep. Ceca | Cronologia completa delle presenze e delle reti in nazionale ― Rep. Ceca | Cronologia completa delle presenze e delle reti in nazionale ― Rep. Ceca | Cronologia completa delle presenze e delle reti in nazionale ― Rep. Ceca | Cronologia completa delle presenze e delle reti in nazionale ― Rep. Ceca |
| Data                                                                     | Città                                                                    | In casa                                                                  | Risultato                                                                | Ospiti                                                                   | Competizione                                                             | Reti                                                                     | Note                                                                     |
| ------------------------------------------------------------------------ | ------------------------------------------------------------------------ | ------------------------------------------------------------------------ | ------------------------------------------------------------------------ | ------------------------------------------------------------------------ | ------------------------------------------------------------------------ | ------------------------------------------------------------------------ | ------------------------------------------------------------------------ |
| 8-2-2000                                                                 | Hong Kong                                                                | Messico                                                                  | 1 – 2                                                                    | Rep. Ceca                                                                | Amichevole                                                               | -                                                                        | 63’                                                                      |
| 16-8-2000                                                                | Ostrava                                                                  | Rep. Ceca                                                                | 0 – 1                                                                    | Slovenia                                                                 | Amichevole                                                               | -                                                                        | 77’                                                                      |
| 25-4-2001                                                                | Praga                                                                    | Rep. Ceca                                                                | 1 – 1                                                                    | Belgio                                                                   | Amichevole                                                               | -                                                                        | 63’                                                                      |
| 15-11-2006                                                               | Praga                                                                    | Rep. Ceca                                                                | 1 – 1                                                                    | Danimarca                                                                | Amichevole                                                               | -                                                                        | 46’                                                                      |
| 24-3-2007                                                                | Praga                                                                    | Rep. Ceca                                                                | 1 – 2                                                                    | Germania                                                                 | Qual. Euro 2008                                                          | -                                                                        | 84’                                                                      |
| 8-9-2007                                                                 | Serravale                                                                | San Marino                                                               | 0 – 3                                                                    | Rep. Ceca                                                                | Qual. Euro 2008                                                          | -                                                                        | 56’                                                                      |
| 12-9-2007                                                                | Praga                                                                    | Rep. Ceca                                                                | 1 – 0                                                                    | Irlanda                                                                  | Qual. Euro 2008                                                          | -                                                                        | 74’                                                                      |
| 17-10-2007                                                               | Monaco di Baviera                                                        | Germania                                                                 | 0 – 3                                                                    | Rep. Ceca                                                                | Qual. Euro 2008                                                          | -                                                                        | 58’                                                                      |
| 6-2-2008                                                                 | Larnaca                                                                  | Rep. Ceca                                                                | 2 – 0                                                                    | Polonia                                                                  | Amichevole                                                               | -                                                                        | 76’                                                                      |
| 27-5-2008                                                                | Praga                                                                    | Rep. Ceca                                                                | 2 – 0                                                                    | Lituania                                                                 | Amichevole                                                               | -                                                                        |                                                                          |
| 7-6-2008                                                                 | Basilea                                                                  | Svizzera                                                                 | 0 – 1                                                                    | Rep. Ceca                                                                | Euro 2008 - 1º turno                                                     | -                                                                        | 83’                                                                      |
| 11-6-2008                                                                | Ginevra                                                                  | Rep. Ceca                                                                | 1 – 3                                                                    | Portogallo                                                               | Euro 2008 - 1º turno                                                     | -                                                                        | 68’                                                                      |
| 15-6-2008                                                                | Ginevra                                                                  | Turchia                                                                  | 3 – 2                                                                    | Rep. Ceca                                                                | Euro 2008 - 1º turno                                                     | -                                                                        | 84’                                                                      |
| 20-8-2008                                                                | Londra                                                                   | Inghilterra                                                              | 2 – 2                                                                    | Rep. Ceca                                                                | Amichevole                                                               | -                                                                        | 46’                                                                      |
| Totale                                                                   |                                                                          | Presenze                                                                 | 14                                                                       |                                                                          | Reti                                                                     | 0                                                                        |                                                                          |

## Palmarès

### Club

#### Competizioni nazionali
- Coppa del Belgio: 1

Anderlecht: 2007-2008

#### Individuale
- Capocannoniere del Coppa Intertoto UEFA: 1

2000 (8 reti)